# Eine Reihe betrüblicher Ereignisse (Fernsehserie)
Eine Reihe betrüblicher Ereignisse (Originaltitel: A Series of Unfortunate Events) ist eine US-amerikanische Dramaserie von Netflix, welche auf der gleichnamigen Buchreihe von Lemony Snicket basiert. In den Hauptrollen sind Neil Patrick Harris, Patrick Warburton, Malina Weissman, Louis Hynes, K. Todd Freeman, und Presley Smith zu sehen.
Die erste Staffel der Serie wurde am 13. Januar 2017 veröffentlicht. Die Serie wurde mit der Veröffentlichung der dritten Staffel am 1. Januar 2019 beendet.

## Handlung
Nachdem ihre Eltern bei einem mysteriösen Brand ums Leben gekommen sind, werden die Geschwister Violet, Klaus und Sunny Baudelaire bei einem gewissen Graf Olaf in Obhut gebracht. Dieser stellt sich jedoch als gemein und hinterlistig heraus und setzt alles daran, das große Vermögen, das die Baudelaire-Eltern hinterlassen haben, an sich zu reißen.
Die Waisenkinder schaffen es, einen sympathischeren Vormund zu bekommen, doch auch dort taucht ein verkleideter Graf Olaf auf. Er räumt den neuen Vormund durch einen fingierten Unfall aus dem Weg, sodass sie an den nächsten Verwandten weitergegeben werden. So werden die Baudelaires von Vormund zu Vormund gereicht und haben dabei immer Graf Olaf auf den Fersen, welcher versucht, sich mit neuen Kostümen und Tricks das große Vermögen anzueignen.

## Besetzung und Synchronisation

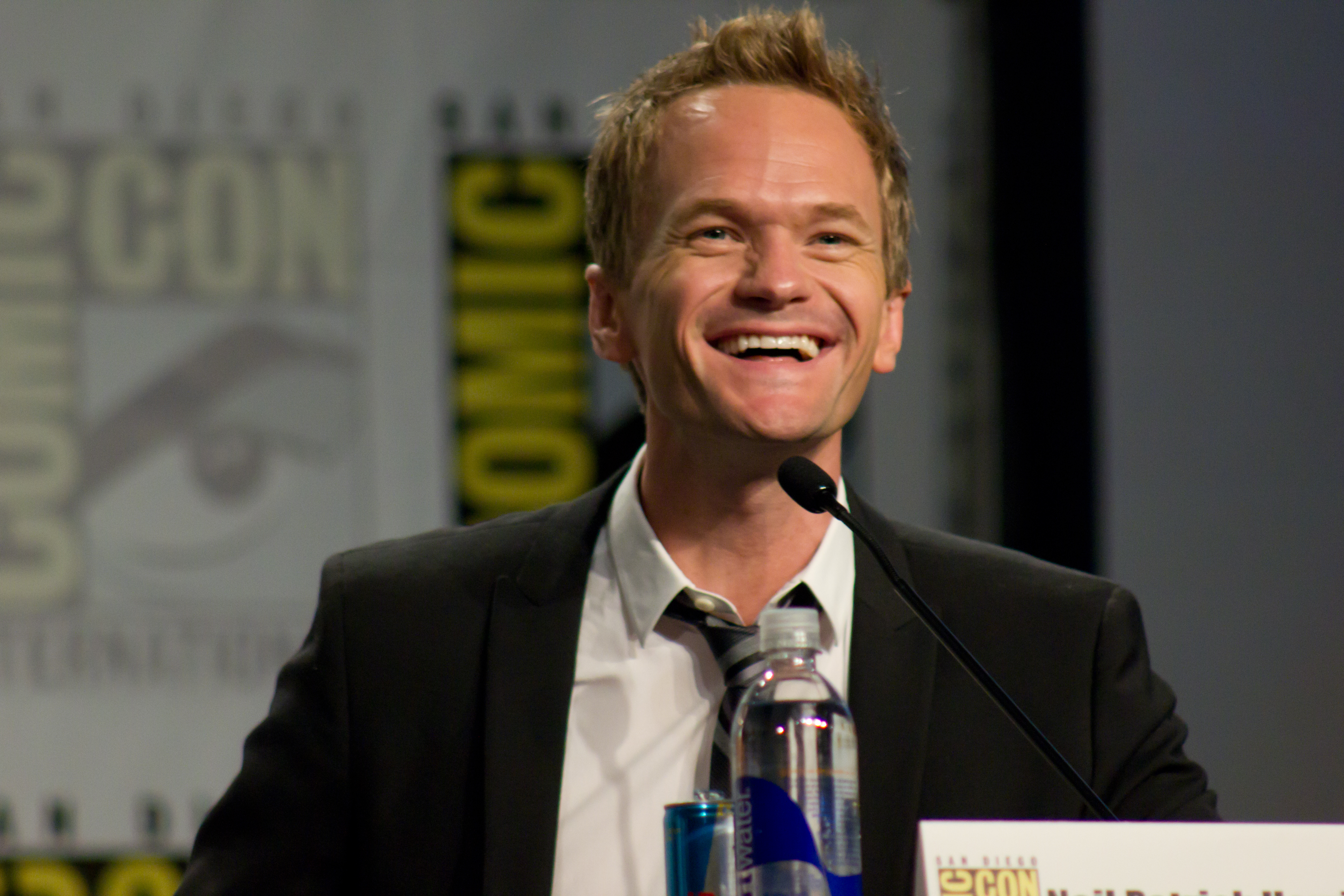
Neil Patrick Harris spielt in der Serie Graf Olaf und dient zusätzlich als Produzent.

Die deutsche Synchronisation wurde von der Berliner Synchron GmbH erstellt. Verantwortlich für die Dialogregie war Frank Muth, das Dialogbuch und die deutschen Liedertexte schrieb Yvonne Prieditis.

### Hauptdarsteller
| Rollenname                          | Schauspieler                                   | Synchronsprecher           | Hauptrolle (Episoden) | Nebenrolle (Episoden) |
| ----------------------------------- | ---------------------------------------------- | -------------------------- | --------------------- | --------------------- |
| Graf Olaf                           | Neil Patrick Harris                            | Philipp Moog               | 1.01–3.07             |                       |
| Lemony Snicket                      | Patrick Warburton                              | Christoph Jablonka         | 1.01–3.07             |                       |
| Violet Baudelaire                   | Malina Weissman                                | Sarah Tkotsch              | 1.01–3.07             |                       |
| Klaus Baudelaire                    | Louis Hynes                                    | Christian Zeiger           | 1.01–3.07             |                       |
| Arthur Poe                          | K. Todd Freeman                                | Frank Schröder             | 1.01–3.06             |                       |
| Sunny Baudelaire                    | Presley Smith Tara Strong (Stimme Staffel 1–2) | Rieke Werner               | 1.01–3.07             |                       |
| Isadora Quagmire                    | Avi Lake                                       | Anwen Ortiz                | 2.01–2.04, 2.06       | 1.07–1.08, 3.07       |
| Duncan Quagmire                     | Dylan Kingwell                                 | Noel-Amun Graf (1.07–1.08) | 2.01–2.04, 2.06       | 1.07–1.08, 3.07       |
| Duncan Quagmire                     | Dylan Kingwell                                 | Oliver Szerkus             | 2.01–2.04, 2.06       | 1.07–1.08, 3.07       |
| Quigley Quagmire                    | Dylan Kingwell                                 | Oliver Szerkus             | 3.01–3.05, 3.07       |                       |
| Esmé Elend (Original: Esmé Squalor) | Lucy Punch                                     | Mareile Moeller            | 2.03–3.06             |                       |

### Nebendarsteller
| Rollenname                              | Schauspieler       | Synchronsprecher       | Episoden                                    |
| --------------------------------------- | ------------------ | ---------------------- | ------------------------------------------- |
| Richterin Strauss                       | Joan Cusack        | Philine Peters-Arnolds | 1.01–1.02, 3.05–3.06                        |
| Vater                                   | Will Arnett        | Peter Reinhardt        | 1.01–1.08                                   |
| Mutter                                  | Cobie Smulders     | Christine Stichler     | 1.01–1.08                                   |
| Hakenmann                               | Usman Ally         | Jaron Löwenberg        | 1.01–1.02, 1.04–3.04, 3.07                  |
| Handlanger undefinierten Geschlechts    | Matty Cardarople   | Rainer Fritzsche       | 1.01–1.02, 1.04–1.06, 2.01–3.02, 3.07       |
| Eleanora Poe                            | Cleo King          | Almut Zydra            | 1.01–1.02, 1.08, 2.03–2.04, 2.06            |
| Jacquelyn                               | Sara Canning       | Eva Thärichen          | 1.02–1.04, 1.08–2.04, 2.06, 2.09            |
| Onkel Monty                             | Aasif Mandvi       | Pascal Breuer          | 1.03–1.04, 2.09                             |
| Tante Josephine                         | Alfre Woodard      | Heike Schroetter       | 1.05–1.06, 2.09                             |
| Larry                                   | Patrick Breen      | Tobias Lelle           | 1.05–1.06, 2.01–2.04, 2.06, 2.09–2.10, 3.05 |
| Sir                                     | Don Johnson        | Thomas Kästner         | 1.07–1.08                                   |
| Charles                                 | Rhys Darby         | Uwe Büschken           | 1.07–1.08                                   |
| Dr. Georgina Orwell                     | Catherine O’Hara   | Regina Lemnitz         | 1.07–1.08, 2.09                             |
| Vizerektor Nero                         | Roger Bart         | Marcus Off             | 2.01–2.02, 3.05–3.06                        |
| Carmelita Spats                         | Kitana Turnbull    | Jennifer Weiß          | 2.01–2.02, 3.01–3.06                        |
| Jacques Snicket                         | Nathan Fillion     | Frank Schaff           | 2.01–2.10                                   |
| Olivia Caliban                          | Sara Rue           | Giuliana Jakobeit      | 2.01–2.05, 2.09–2.10                        |
| Jerome Elend (Original: Jerome Squalor) | Tony Hale          | Klaus-Peter Grap       | 2.03–2.04, 3.05–3.06                        |
| Hector                                  | Ithamar Enriquez   | Gerrit Hamann          | 2.05–2.06                                   |
| Ratsmitglied Anabelle                   | Mindy Sterling     | Margot Rothweiler      | 2.05–2.06                                   |
| Ratsmitglied Jemma                      | Carol Mansell      | Sabine Walkenbach      | 2.05–2.06, 3.06                             |
| Ratsmitglied Sam                        | Ken Jenkins        | Jochen Schröder        | 2.05–2.06                                   |
| Mrs Morrow                              | Lossen Chambers    | Karin David            | 2.05–2.06                                   |
| Mann in Karohose                        | Kevin Chamberlin   | Andreas Müller         | 2.05–2.06                                   |
| Hal                                     | David Alan Grier   | Frank Ciazynski        | 2.07–2.08                                   |
| Babs                                    | Kerri Kenney       | Nina Herting           | 2.07–2.08, 3.05–3.06                        |
| Bärtiger Mann                           | John Bobek         | Peter Lontzek          | 2.07–2.08                                   |
| Kevin                                   | Robbie Amell       | Armin Schlagwein       | 2.09–3.01                                   |
| Hugo                                    | Kevin Cahoon       | Fabian Oscar Wien      | 2.09–3.01                                   |
| Colette                                 | Bonnie Morgan      | Nadine Heidenreich     | 2.09–3.01                                   |
| Mr. Willums                             | David Burtka       | Jannik Endemann        | 2.09–2.10                                   |
| Kit Snicket                             | Allison Williams   | Melanie Isakowitz      | 3.01–3.07                                   |
| Mann mit Bart, aber ohne Haare          | Richard E. Grant   | Lutz Riedel            | 3.01–3.02, 3.06                             |
| Frau mit Haaren, aber ohne Bart         | Beth Grant         | Gertie Honeck          | 3.01–3.02, 3.06                             |
| Denouement-Brüder                       | Max Greenfield     | Wanja Gerick           | 3.05–3.06                                   |
| Beatrice                                | Morena Baccarin    | Melanie Hinze          | 3.06–3.07                                   |
| Ishmael                                 | Peter MacNicol     | Jacques Breuer         | 3.07                                        |
| Beatrice Beaudelaire II                 | Angelina Capozzoli | Derya Flechtner        | 3.07                                        |

### Gastdarsteller
| Rollenname                      | Schauspieler          | Synchronsprecher       | Episoden                              |
| ------------------------------- | --------------------- | ---------------------- | ------------------------------------- |
| Albert Poe                      | Jack Forrester        | Jonas Frenz            | 1.01                                  |
| Edgar Poe                       | Kaniel Jacob-Cross    | Sarah Alles            | 1.01                                  |
| Glatzkopf                       | John DeSantis         | Thomas Schmuckert      | 1.01–1.02, 1.04–1.06, 2.01–3.02, 3.07 |
| Weißhäutige Frau #1             | Jacqueline Robbins    | Sabine Winterfeldt     | 1.01–1.06, 2.01–3.02, 3.07            |
| Weißhäutige Frau #2             | Joyce Robbins         | Bea Tober              | 1.01–1.06, 2.01–3.02, 3.07            |
| Straßenbahnfahrer               | Darcey Johnson        | Dirk Müller            | 1.01, 2.03                            |
| Gustav                          | Luke Camilleri        | Raúl Richter           | 1.02–1.03, 2.09                       |
| Ballerina                       | Kim Turnbull          | Vera Bunk              | 1.02                                  |
| Bühnenmeister                   | Garrett Quirk         | Jörg Pintsch           | 1.02                                  |
| Blinder Mann                    | Wayne Stewart         |                        | 1.02                                  |
| Ticketverkäufer                 | Matthew Walker        | Joachim Kaps           | 1.03                                  |
| Zombie-Schneemann               | John Stewart          |                        | 1.03                                  |
| Stadtvorsteher                  | Patrick Keating       | Frank Kirschgens       | 1.03, 1.08                            |
| Ältere Dame                     | Mary Black            | Marianne Groß          | 1.03, 2.03                            |
| Limettenverkäufer               | Daniel Letto          | Dennis Sandmann        | 1.05                                  |
| Dillverkäuferin                 | Elizabeth Bowen       |                        | 1.05                                  |
| Veronica (Nachrichtensprecher)  | Mark Brandon          | Frank Kirschgens       | 1.05                                  |
| Vincent (Nachrichtensprecherin) | Stefania Indelicato   | Christin Quander       | 1.05                                  |
| Taxifahrer                      | Rob LaBelle           | Santiago Ziesmer       | 1.05–1.06, 3.06                       |
| Fischverkäufer                  | Daniel Handler        | Frank Kirschgens       | 1.05–1.07                             |
| Truckfahrer / Evander           | Keith Blackman Dallas | Marco Kröger           | 1.06–1.07                             |
| Cesar                           | Trent Redekop         | Tino Kießling          | 1.07–1.08                             |
| Jimmy                           | Timothy Webber        | Reinhard Scheunemann   | 1.07–1.08, 3.06                       |
| Norma Rae                       | Loretta Walsh         | Katharina Palm         | 1.07–1.08                             |
| Phil                            | Chris Gauthier        | Dirk Müller            | 1.07–1.08, 3.04                       |
| Miss Tench                      | Bronwen Smith         | Ilka Teichmüller       | 2.01                                  |
| Busfahrer                       | Kwasi Thomas          |                        | 2.01                                  |
| Misslicher Schüler              | Chase Nicholson       |                        | 2.01                                  |
| Carmelitas Lackei #1            | Yasmeene Ball         |                        | 2.01                                  |
| Carmelitas Lackei #2            | Emily Delahunty       |                        | 2.01                                  |
| Mr. Tamerlane                   | Barry Sonnenfeld      |                        | 2.01                                  |
| Mr. Remora                      | Malcolm Stewart       | Hans-Jürgen Wolf       | 2.01–2.02, 2.10                       |
| Mrs. Bass                       | BJ Harrison           | Beate Gerlach          | 2.01–2.02, 2.10, 3.01                 |
| Eiswagen-Kunde                  | Adam Manfredi         |                        | 2.03                                  |
| Eiswagenfahrer                  | Robbie Segulam        |                        | 2.03                                  |
| Chauffeur                       | Marco Grazzini        |                        | 2.03–2.04                             |
| Portier                         | Sage Brocklebank      | Matthias Klages        | 2.03–2.04                             |
| Auktionsbesucherin #1           | Marion Eisman         |                        | 2.04                                  |
| Auktionsbesucherin #2           | Morgan Brayton        |                        | 2.04                                  |
| Auktionsbesucher #3             | Craig Erickson        |                        | 2.04                                  |
| Milt                            | Serge Houde           | Lutz Schnell           | 2.07                                  |
| Lou                             | Gabe Khouth           |                        | 2.07                                  |
| Frau in Traktionsbett           | Stephanie Lavigne     |                        | 2.07                                  |
| Dreiste Freiwillige             | Lauren McGibbon       | Isabelle Höpfner       | 2.07–2.08                             |
| Freiwillige Sängerin #1         | Arielle Tuliao        |                        | 2.07–2.08                             |
| Freiwillige Sängerin #2         | Ashley Ross           | Kerstin Julia Dietrich | 2.07–2.08                             |
| Freiwilliger Sänger #3          | Myles MJ McCarthy     |                        | 2.07–2.08                             |
| Freiwillige Sängerin #4         | Cynthia Mendez        |                        | 2.07–2.08                             |
| Freiwilliger Sänger #5          | Troy Adamson          |                        | 2.07–2.08                             |
| Freiwillige Sängerin #6         | Kari Grunberg         |                        | 2.07–2.08                             |
| Freiwillige Sängerin #7         | Sarah Hayward         |                        | 2.07–2.08                             |
| Freiwilliger Sänger #8          | Xavier De Salaberry   |                        | 2.07–2.08                             |
| Mr. Sirin                       | Dave Hurtubise        |                        | 2.08                                  |
| Patientin                       | Sharon Crandall       | Jenny Löffler          | 2.08                                  |
| Patient                         | Peter Grant           |                        | 2.08                                  |
| Arzt                            | Stephen Lofstrom      |                        | 2.08                                  |
| Krankenschwester                | Ellie Harvie          |                        | 2.08                                  |
| Ärztin                          | Shiren Van Cooten     |                        | 2.08                                  |
| Hustender Mann                  | Nigel Brighton        |                        | 2.08                                  |
| Frau mit Mundgerät              | Lydia Travers         |                        | 2.08                                  |
| Ike Anwhistle                   | Barry Sonnenfeld      |                        | 2.09                                  |
| Junger Ticketverkäufer          | Mark Kandborg         |                        | 2.09                                  |
| Sterngucker                     | Herbert Duncanson     |                        | 2.09                                  |
| Fotograf                        | Alexander Soto        |                        | 2.09                                  |
| Mrs. Willums                    | Jill Morrison         |                        | 2.10                                  |
| Kleine Trixie Willums           | Harper Burtka-Harris  |                        | 2.10                                  |
| Skip Willums                    | Gideon Burtka-Harris  |                        | 2.10                                  |
| Politesse                       | Zandara Kennedy       |                        | 3.01                                  |
| Pfadfinderführerin              | Keegan Connor Tracy   | Isabelle Schmidt       | 3.01–3.02                             |
| Koffermann                      | Darcey Johnson        | Dirk Müller            | 3.02, 3.05–3.07                       |
| Schnee-Scout #1                 | Chloe Ling            |                        | 3.02                                  |
| Schnee-Scout #2                 | Asia Au-Yeung         |                        | 3.02                                  |
| Schnee-Scout #3                 | Baya Ipatowicz        |                        | 3.02                                  |
| Schnee-Scout #4                 | Jaedon Siewert        |                        | 3.02                                  |
| Schnee-Scout #5                 | Mamie Laverock        |                        | 3.02                                  |
| Schnee-Scout #6                 | Stephen John Kosar    |                        | 3.02, 3.04                            |
| Schnee-Scout #7                 | Emerson D’Sylva       |                        | 3.02                                  |
| Nervöser Scout                  | Maya Kooner           |                        | 3.02, 3.04                            |
| Fiona                           | Kassius Nelson        | Lisa May-Mitsching     | 3.03–3.04, 3.07                       |
| U-Boot-Angestellte              | Flossie McKnight      | Arianne Borbach        | 3.03                                  |
| Hotelpage                       | Eanna O’Dowd          |                        | 3.05                                  |
| Hotelpagin                      | Latonya Williams      |                        | 3.05                                  |
| Feuerwehrhauptmann              | Eric Keenleyside      | Hans-Eckart Eckhardt   | 3.06                                  |
| Freche Freiwillige              | Lauren McGibbon       | Isabelle Höpfner       | 3.06                                  |
| Freitag                         | Nakai Takawira        | Aliana Schmitz         | 3.07                                  |
| Alonso                          | Simon Chin            | Bernhard Völger        | 3.07                                  |
| Kolonistin #1                   | Amanda Burke          |                        | 3.07                                  |
| Kolonistin #2                   | Jason Burkart         |                        | 3.07                                  |
| Miranda                         | Angela Moore          | Ilona Schulz           | 3.07                                  |
| Bertrand                        | Matthew James Dowden  |                        | 3.07                                  |

## Produktion
Die Serie ist eine Adaption der dreizehnteiligen Bücherreihe Eine Reihe betrüblicher Ereignisse von Daniel Handler (veröffentlicht unter seinem Pseudonym Lemony Snicket), welche zwischen 1999 und 2006 herausgegeben wurde. 2004 wurde bereits mit dem Film Lemony Snicket – Rätselhafte Ereignisse eine erste Verfilmung der Bücherreihe gewagt. Damals hatte Handler selbst ein Drehbuch für den Film verfasst, wurde jedoch kurzfristig durch den Drehbuchautor Robert Gordon ersetzt, nachdem der ursprünglich avisierte Barry Sonnenfeld (der nun Regie führt) den Regiestuhl Brad Silberling überlassen hatte.
Im November 2014 gab dann schließlich Netflix bekannt, zusammen mit Paramount Television die Bücher in einer Fernsehserie mit insgesamt 26 Episoden adaptieren zu wollen. Jedem Buch der Reihe sollten dabei zwei Episoden gewidmet sein. Handler ist eng in die Produktion der Serie mit einbezogen und fungiert als Drehbuchautor und Executive Producer.
In der ersten Staffel wurden die ersten vier Bände der Bücherreihe in jeweils zwei Episoden verfilmt. Eine zweite Staffel, in welcher in zehn Episoden die Bände fünf bis neun der Bücherreihe verfilmt wurden, wurde im Januar 2017 bestellt und am 30. März 2018 veröffentlicht. Die restlichen vier Bände wurden schließlich in einer dritten Staffel verfilmt und am 1. Januar 2019 veröffentlicht, wobei die Dreharbeiten so schnell wie möglich abgeschlossen wurden, um zu verhindern, dass die Kinderdarsteller zu alt wurden.

## Episodenliste

### Staffel 1
| Nr. (ges.) | Nr. (St.) | Deutscher Titel                 | Originaltitel                | Erstveröffentlichung USA | Deutschsprachige Erstveröffentlichung (D/A/CH) | Regie            | Drehbuch            |
| ---------- | --------- | ------------------------------- | ---------------------------- | ------------------------ | ---------------------------------------------- | ---------------- | ------------------- |
| 1          | 1         | Der schreckliche Anfang: Teil 1 | The Bad Beginning: Part One  | 13. Jan. 2017            | 13. Jan. 2017                                  | Barry Sonnenfeld | Daniel Handler      |
| 2          | 2         | Der schreckliche Anfang: Teil 2 | The Bad Beginning: Part Two  | 13. Jan. 2017            | 13. Jan. 2017                                  | Barry Sonnenfeld | Daniel Handler      |
| 3          | 3         | Das Haus der Schlangen: Teil 1  | The Reptile Room: Part One   | 13. Jan. 2017            | 13. Jan. 2017                                  | Mark Palansky    | Daniel Handler      |
| 4          | 4         | Das Haus der Schlangen: Teil 2  | The Reptile Room: Part Two   | 13. Jan. 2017            | 13. Jan. 2017                                  | Mark Palansky    | Emily Fox           |
| 5          | 5         | Der Seufzersee: Teil 1          | The Wide Window: Part One    | 13. Jan. 2017            | 13. Jan. 2017                                  | Barry Sonnenfeld | Daniel Handler      |
| 6          | 6         | Der Seufzersee: Teil 2          | The Wide Window: Part Two    | 13. Jan. 2017            | 13. Jan. 2017                                  | Barry Sonnenfeld | Daniel Handler      |
| 7          | 7         | Die unheimliche Mühle: Teil 1   | The Miserable Mill: Part One | 13. Jan. 2017            | 13. Jan. 2017                                  | Bo Welch         | Joe Tracz           |
| 8          | 8         | Die unheimliche Mühle: Teil 2   | The Miserable Mill: Part Two | 13. Jan. 2017            | 13. Jan. 2017                                  | Bo Welch         | Tatiana Suarez-Pico |

### Staffel 2
| Nr. (ges.) | Nr. (St.) | Deutscher Titel                   | Originaltitel                      | Erstveröffentlichung USA | Deutschsprachige Erstveröffentlichung (D/A/CH) | Regie            | Drehbuch       |
| ---------- | --------- | --------------------------------- | ---------------------------------- | ------------------------ | ---------------------------------------------- | ---------------- | -------------- |
| 9          | 1         | Die Schule des Schreckens: Teil 1 | The Austere Academy: Part One      | 30. März 2018            | 30. März 2018                                  | Barry Sonnenfeld | Daniel Handler |
| 10         | 2         | Die Schule des Schreckens: Teil 2 | The Austere Academy: Part Two      | 30. März 2018            | 30. März 2018                                  | Barry Sonnenfeld | Joe Tracz      |
| 11         | 3         | Die dunkle Allee: Teil 1          | The Ersatz Elevator: Part One      | 30. März 2018            | 30. März 2018                                  | Bo Welch         | Daniel Handler |
| 12         | 4         | Die dunkle Allee: Teil 2          | The Ersatz Elevator: Part Two      | 30. März 2018            | 30. März 2018                                  | Bo Welch         | Daniel Handler |
| 13         | 5         | Das düstere Dorf: Teil 1          | The Vile Village: Part One         | 30. März 2018            | 30. März 2018                                  | Barry Sonnenfeld | Sigrid Gilmer  |
| 14         | 6         | Das düstere Dorf: Teil 2          | The Vile Village: Part Two         | 30. März 2018            | 30. März 2018                                  | Barry Sonnenfeld | Sigrid Gilmer  |
| 15         | 7         | Das schaurige Hospital: Teil 1    | The Hostile Hospital: Part One     | 30. März 2018            | 30. März 2018                                  | Alan Arkush      | Joshua Conkel  |
| 16         | 8         | Das schaurige Hospital: Teil 2    | The Hostile Hospital: Part Two     | 30. März 2018            | 30. März 2018                                  | Alan Arkush      | Joshua Conkel  |
| 17         | 9         | Der grausige Jahrmarkt: Teil 1    | The Carnivorous Carnival: Part One | 30. März 2018            | 30. März 2018                                  | Loni Peristere   | Joe Tracz      |
| 18         | 10        | Der grausige Jahrmarkt: Teil 2    | The Carnivorous Carnival: Part Two | 30. März 2018            | 30. März 2018                                  | Loni Peristere   | Joe Tracz      |

### Staffel 3
| Nr. (ges.) | Nr. (St.) | Deutscher Titel                  | Originaltitel                   | Erstveröffentlichung USA | Deutschsprachige Erstveröffentlichung (D/A/CH) | Regie              | Drehbuch                   |
| ---------- | --------- | -------------------------------- | ------------------------------- | ------------------------ | ---------------------------------------------- | ------------------ | -------------------------- |
| 19         | 1         | Der finstere Fels: Teil 1        | The Slippery Slope: Part One    | 1. Jan. 2019             | 1. Jan. 2019                                   | Jonathan Teplitzky | Daniel Handler             |
| 20         | 2         | Der finstere Fels: Teil 2        | The Slippery Slope: Part Two    | 1. Jan. 2019             | 1. Jan. 2019                                   | Jonathan Teplitzky | Daniel Handler             |
| 21         | 3         | Die grimmige Grotte: Teil 1      | The Grim Grotto: Part One       | 1. Jan. 2019             | 1. Jan. 2019                                   | Liza Johnson       | Joshua Conkel              |
| 22         | 4         | Die grimmige Grotte: Teil 2      | The Grim Grotto: Part Two       | 1. Jan. 2019             | 1. Jan. 2019                                   | Liza Johnson       | Sigrid Gilmer              |
| 23         | 5         | Das haarsträubende Hotel: Teil 1 | The Penultimate Peril: Part One | 1. Jan. 2019             | 1. Jan. 2019                                   | Barry Sonnenfeld   | Joe Tracz                  |
| 24         | 6         | Das haarsträubende Hotel: Teil 2 | The Penultimate Peril: Part Two | 1. Jan. 2019             | 1. Jan. 2019                                   | Barry Sonnenfeld   | Joe Tracz                  |
| 25         | 7         | Das erstaunliche Ende            | The End                         | 1. Jan. 2019             | 1. Jan. 2019                                   | Bo Welch           | Daniel Handler & Joe Tracz |

## Kritik
Die erste Staffel der Serie erhielt von Kritikern überwiegend positive Bewertungen. Auf der Website Rotten Tomatoes erreichte sie eine Bewertung von 92 %, basierend auf 37 gewerteten Kritiken und einer Durchschnittswertung von 8,21/10. Das Fazit der Seite lautet: „Eine Reihe betrüblicher Ereignisse schafft es mit seinem angenehm düsteren Ton, das Quellenmaterial angepasst umzusetzen. Die Zuschauer sehen hier eine wunderbar komische, trockene Gothic-Komödie.“
Auch die Frankfurter Allgemeine Zeitung lobte die Serie und bezeichnete sie als „schaurig gut.“